# Xanthoparmelia hirosakiensis
Xanthoparmelia hirosakiensis är en lavart som först beskrevs av Gyeln., och fick sitt nu gällande namn av Kurok. Xanthoparmelia hirosakiensis ingår i släktet Xanthoparmelia och familjen Parmeliaceae.   Inga underarter finns listade i Catalogue of Life.